# Европски дан донације органа
Европски дан донације органа се обележава сваког 12. октобра по одлуци Генералне скупштине Уједињених нација са циљем подизања свести о важности давања органа као начина спасавања живота, али и одавања захвалности донорима, њиховим породицама и стручњацима за трансплантацију широм Европе.

## Историјат
Европски дан донације органа се организује по одлуци Генералне скупштине Уједињених нација са основним циљем позивања медицинске заједнице и носиоца политика широм Европе да размисле о важности ове терапије лечења.
Према подацима, потреба за трансплантацијом органа широм света је у порасту, али је и недовољан број органа на располагању што представља ограничавајући фактор у лечењу многих пацијената. Током 2018. године, према евиденцији Савета Европе, више од 150.000 пацијената је било регистровано на листама за чекање органа у Европи. Иако су 41.000 пацијената трансплантирана, регистровано је нових 48.000 на листи чекања. У складу са тим, Савет Европе наводи да се око шест нових пацијената додаје на листу чекања сваког сата, а деветнаест људи умире сваког дана чекајући на трансплантацију.
Године 2010. је тадашњи министар здравља Томица Милосављевић изјавио да број власника донаторских картица и обављених трансплантација у порасту из године у годину и да Србија има између седамдесет и осамдесет донација обављених годишње, као и око 47.000 власника донаторских картица.
Поводом Европског дана донације органа, 2015. године је у Градској кући у Новом Саду одржан скуп „Улога друштва у развоју трансплантационог и донорског програма”, под слоганом „Мењам свест, мењам свет”. Црвени крст Новог Сада је учествовао са темом „Улога Црвеног крста Новог Сада у развоју трансплантационог и донорског програма” коју је презентовао секретар Драган Лазић. У знак подршке програму промоције трансплатације и донације органа Црвеном крсту Новог Сада је уручена Захвалница.